# アナンシ
アナンシ（英: Anansi）は、西アフリカの伝承で最も重要な登場人物のひとり。ニャメ（父で天空神）の名代として活躍する文化英雄である。アナンシは、雨をもたらして火災を消し止めるといった役割を果たす。母はアサセ・ヤ。アナンシには子も複数いる。妻の最も一般的な呼び名はアソである（若干の神話においては「ミス・アナンシ」あるいは「ミストレス・アナンシ」として知られる）。アナンシの姿は、蜘蛛として、または人間として、さらにはその両方の形をとりうるものとしても描かれる。
アナンシ伝説の発祥は、アシャンティ族にあると考えられる。後に他のアカン諸族に広まり、さらに西インド諸島、スリナム、オランダ領アンティルへも広まった。キュラソー、アルバ、ボネールではNanzi（妻はShi Maria）として知られる。

## 神話
アナンシの物語群はアシャンティではアナンセセム（Anansesem）、スリナムではアナンシ＝トリ（Anansi-Tori）、キュラソーではKuent'i Nanziとして知られる。
一部の物語では、アナンシは、太陽、星、月の創造に関わり、人類に農耕の技術を教えたとされる。またある物語によれば、アナンシが世界中の知恵を瓢箪に封じ込めようとしたという。アナンシは結局、知恵をすべて独占しようとすることの虚しさを悟り、知恵を解き放つ。
アナンシが登場する民話を持つ文化の多くが、アナンシが自身の物語にとどまらず「すべての物語の王」となったとする物語を持つ。この物語のうち、原型となるアシャンティのあるバージョンでは、アナンシは天空神ニャメに「すべての物語の王」の名を乞うた。そこでニャメは「短剣の歯のジャガー」、「火の針の雀蜂」、「人がまだ見ぬ妖精」を捕らえることができたら「物語の王」にしてやろうと言った。ニャメは無理だと考えたのだが、アナンシは承知した。それからアナンシは、彼を食おうとするジャガーをだましてあるゲームに引き込み、ジャガーを縛り上げてしまう。雀蜂には、雨が降っていると偽って瓢箪に入るようにとだます。妖精は、後述のやに（またはタール）の赤ん坊を使ってだます。彼はこれらの獲物をニャメに差しだし、「すべての物語の王」となった。この物語の別の、カリブの変種では、アナンシは蛇を捕らえて獅子（または虎）に差し出す。
ときには、アナンシのほうがだまされる。ある挿話では、食物を盗みにいった後にタールでつくった赤ん坊の人形と争い、あべこべに負かされてしまう。「タールの赤ん坊」の挿話は、アフリカのさまざまな民族の民話に現れる。米国や日本では『リーマスじいやのした話』に見えるブレア・ラビットのバージョンがよく知られている。これらは米国南部のアフリカ系アメリカ人の民話から受け継がれたものである。後にこのバージョンはウォルト・ディズニーによる1946年の実写・アニメ映画『南部の唄』に取り入れられた。
アナンシ物語には、アナンシが人々をだまして食物や金銭など利益になりそうなものを得ようとするが、かえってそのために貧しくなるというものも多い。

## 異名
- Annancy、Anancy（ジャマイカ、グレナダ、コスタリカ、コロンビア、ニカラグア）
- Anancyi
- Ananansa
- Ananse
- Aunt Nancy（サウスカロライナではときに蜘蛛の俗称として用いられる）
- Hanansi
- Kompa Nanzi（オランダ領アンティル）
- Compé Anansi
- Kweku Anansi（アカン語）
- Nansi
- Anansiil（騙す者）
- B'anansi（スリナム）
- Ayiyi

## 関連書籍
以下に挙げるものは年少者向け。
- ハリス, J. C.『ウサギどんキツネどん—リーマスじいやのした話』八波直則訳、岩波書店〈岩波少年文庫1003〉、1953年。ISBN 4-00-111003-2。
- ハリス, J. C.『リーマスじいやの物語—アメリカ黒人民話集』河田智雄訳、講談社〈講談社文庫〉、1983年。ISBN 4-06-183020-1。
- マイケル・ポク再話・絵『くものアナンシとねばねばにんぎょう』おいかわゆり訳、福武書店、1990年。ISBN 4828813896。
- マクダーモット, ジェラルド『アナンシと6ぴきのむすこ』しろたのぼる訳、ほるぷ出版、1998年11月。ISBN 4-593-50137-7。